# Banáni
Banáni (v anglickém originále Bananas) je americký film z roku 1971, který natočil režisér Woody Allen podle scénáře, na kterém spolupracoval s Mickeyem Rosem. Kromě Allena, který ve snímku ztvárnil hlavní roli, v něm hráli například jeho bývalá manželka Louise Lasser, Carlos Montalbán a Jacobo Morales. Coby komparzista se ve filmu objevil také později úspěšný herec Sylvester Stallone. Natáčení filmu probíhalo v New Yorku, Portoriku a Limě. Hudbu k filmu složil Marvin Hamlisch.